# Aketza Peña
Aketza Peña Iza (nascido em 4 de março de 1981, em Zalla) é um ciclista profissional espanhol. Peña correu para a equipe Euskaltel-Euskadi entre 2004 e 2007.